# Култов комплекс Сеноклас
Култов комплекс Сеноклас (местното население нарича обекта Хисаря) се състои от скално светилище, датирано от Желязната епоха, но вероятно възникнало още в Халколита, скални ниши, соларни кръгове и руините на голяма тракийска, а впоследствие и средновековна крепост. Намира се на върха на възвишението Хисаря в Източните Родопи, до село Сеноклас, област Хасково.

## Описание и особености
Ридът, на който е разположен култовият комплекс, е с обща посока запад-изток. Билото в източната част на рида е платовидно, лесно достъпно от запад, като на юг, изток и север завършва с недостъпни високи скали. В източната му част е локализирано фортификационно укрепление, изградено от тракийските племена обитаващи района, където във вътрешността оградена от стените са регистрирани скални ниши и издълбани в скалата басейнчета с различна форма, свързани със система от улеи. Подобни изсичания и издълбавания в скалата са забелязани и по скалите, които опасват от юг-югоизток целия платовиден рид. На две изолирани скали във вътрешността на крепостта са издълбани пет трапецовидни ниши. Недостъпните скали от юг и изток също са маркирани с издълбани ниши със същата форма. Най-голямата ниша има ширина при основата 0,50 см и височина 0,50 см. В източната част на рида е разположена и крепостта Хисаря.
В горната част на скалата, където е издълбан кладенецът е регистриран пещерообразен процеп с дължина 6 m и височина 5 m. Основата на процепа представлява равна площадка с размери 2 х 3 m. Вследствие на естествени ерозионни процеси двете отвърстия, както и таванът на процепа са силно разрушени, а на пода на площадката лежат нападали скални късове. При теренни проучвания през лятото на 1996 г. на описаното място са открити фрагменти от керамични съдове от ранната Желязна епоха.
През есента на 1997 г. е заложен сондаж в границите на равната скална площадка, са открити около 70 керамични фрагменти, датиращи от ранната Желязна епоха. Открити са фрагменти от съдове са концентрирани преди всичко в подножията на източната и западната стена. По време на това проучване на източната стена на рида са регистрирани вдлъбвания в скалата, които силно напомнят на изветрели скални ниши. Проучването е извършено от доц.Георги Нехризов и доц. Иван Христов.
На 0,5 km северозападно от фортификационното укрепление в м. „Манастира“ са руините на параклис, посветен на Св. св.Кирил и Методий, който местното население посещава традиционно на 24 май, когато се прави курбан с жертвено животно. В ранните часове на деня хората от околните села слизат в източното подножие на местността, където в издадена от основния рид скала, висока около 10 m е каптиран куполообразен кладенец. По спомени на възрастни представители на местната общност, в миналото каптираният басейн е бил оформен като скален свод, вероятно дело на човешка ръка, а с водата от кладенеца са се извършвали ритуални измивания за здраве, като със същата цел се връзват и парцалчета по околните дървета. Според проф.Мечислав Домарадски резултатите от археологическите проучвания в м. „Манастира“ дават основание скалният обект да се представи като тракийско скално светилище, функционирало през първата половина на I хил. пр. Хр. Паралелите с други култови паметници от Източните Родопи позволяват то да бъде причислено към най-популярния вид тракийски светилища в Древна Тракия – разположените по върхове или край групи скали, които се открояват сред околните земеписни форми.
Според българската археоложка Катя Меламед внимателният оглед на рида, при който е разположена проучената скална площадка, връзката ѝ с изсичания в скалите, както и тракийското фортификационно укрепление, позволяват към анализа на обекта да бъдат разгледани и няколко допълнителни особености:
Според Меламед, пещерообразният процеп в м. „Манастира“ може да бъде разглеждан като затворен археологически комплекс – предвид трудно достъпното място, закритата от скалите площадка и неустановените стратиграфски нарушения в дълбочина, от което предположение следва заключението, че откритите керамични фрагменти могат да послужат като датиращ материал за времето на използване на скалните ниши в източната част на обекта. От друга страна, те могат да бъдат тълкувани като следи от съдове, които са разрушени високо в скалите – в дар на почитано божество.
Според Меламед разглеждано в по-общ план може да се говори за възможна пространствена връзка между укреплението и документираните скални изсичания, което задължава анализът да бъде насочен към цялостното възприятие на платовидния хълм като култово средище, в което проученият скален обект и каптираният кладенец са съставни елементи.
За Меламед почитането на м. „Манастира“ от ранната Желязна епоха до съвремието илюстрира един от най-важните проблеми на планинската култура в Древна Тракия – приемствеността на културните традиции. В най-цялостен вид тя може да бъде проследена на такива култови топоси, които носят характеристиките на „свети места без време“.